# Morchain

Morchain este o comună în departamentul Somme, Franța. În 1 ianuarie 2022 avea o populație de 359 de locuitori.